# Geneva Camerata
Le Geneva Camerata (GECA) est un ensemble orchestral genevois fondé en septembre 2013 par David Greilsammer et Céline Meyer et présidé par le journaliste Jean-Philippe Rapp.

## Présentation
Constitué de brillants musiciens issus de la jeune génération, le GECA se décrit comme un ensemble ouvert sur diverses cultures. L'orchestre propose une programmation éclectique et singulière, allant du baroque à la création contemporaine, en passant par le jazz, le rock et les musiques du monde. Reconnu par la presse comme l'un des orchestres les plus audacieux d'aujourd'hui, le Geneva Camerata créé également de nombreux spectacles multidisciplinaires alliant musique, danse, théâtre, cirque et arts visuels.
Dirigé par David Greilsammer, le Geneva Camerata a collaboré avec les plus grands solistes d'aujourd'hui, tels qu'Emmanuel Pahud, Gautier Capuçon, Jean-Guihen Queyras, Steven Isserlis, Isabelle Faust, Truls Mørk, Patricia Kopatchinskaja, Nemanja Radulovic, Andreas Scholl, Thomas Hampson, ainsi qu'avec les artistes jazz Richard Galliano, Didier Lockwood, Tigran Hamasyan, Avishai Cohen et Jacky Terrasson.
L'orchestre a également invité des artistes issus de l'univers du théâtre, tels que Lambert Wilson, Isabelle Adjani, Sophie Marceau ou encore Fanny Ardant. Les artistes Abd al Malik, Célia Kameni et Flèche Love ont aussi permis à GECA d'explorer l'univers des musiques actuelles.
L'année 2017 marque un tournant dans l'histoire du Geneva Camerata avec la création du spectacle "La Danse du Soleil" chorégraphié et interprété par le danseur Juan Kruz Díaz de Garaio Esnaola. Pour la première fois, les musiciennes et musiciens de l'orchestre dansent tout en jouant simultanément le chef-d'œuvre de Lully, Le Bourgeois Gentilhomme. Cette performance, qui a fait l'objet d'une tournée internationale, a été plébiscitée par le New York Times comme l'un des plus beaux spectacles de l'année 2019.
Par la suite, GECA collabore avec d'autres grands chorégraphes tels que Marie-Claude Pietragalla ou encore Kader Attou, faisant des spectacles pluridisciplinaires l'une de ses signatures artistiques.

## Vision artistique et projets
Le GECA se plaît à confronter les styles et les époques, mais également à proposer des concerts pluridisciplinaires. Ces expériences uniques permettent une expérimentation des genres qui se décline sous différentes créations  :
- Les concerts en Famille : Allant de l’univers des magiciens au monde des marionnettes, ces spectacles originaux ont été spécialement conçus pour faire découvrir la force de la musique aux enfants.
- Les concerts Sauvage :  Ces spectacles insolites présentent des programmes hors des sentiers battus mêlant classique, baroque, folklore, rock, jazz, contemporain, électro, ainsi que théâtre, poésie et danse.
- Les concerts Prestige : La plus prestigieuse série du Geneva Camerata propose cinq soirées exceptionnelles par saison, en compagnie des plus grands solistes de la scène internationale. Ces concerts ont lieu au Bâtiment des Forces Motrices.
- Les Rencontres Magiques : lieux insolites, performances multidisciplinaires, installations sonores, déambulations, créations, lectures… Rencontres inattendues et surprenantes.
- La Musique du Cœur : convaincus que la culture peut jouer un rôle fondamental dans le développement de notre société, les musiciens du Geneva Camerata assument une réelle responsabilité sociale en proposant diverses manifestations humanistes et caritatives tout au long de l'année.
- Les tournées : tout au long de ses saisons, GECA est invité à se produire dans des festivals prestigieux et salles de concert en Suisse et à l’international, en compagnie des grands solistes d’aujourd’hui.
- GECA Underground : consacré aux musiques actuelles et aux artistes les plus fascinants de la jeune génération suisse, cette série de concerts créée en 2021 propose des performances explosives dans un lieu emblématique de Genève, la Fonderie Kugler.

### Saison 2013 - 2014
Pour sa première saison, GECA a donné une trentaine de concerts. Il a aussi encouragé le travail d’écriture musicale de compositeurs en assurant l’exécution de nouvelles pièces.
L’orchestre a invité entre autres, le flûtiste Emmanuel Pahud, le violoncelliste Steven Isserlis ou encore le contreténor Andreas Scholl qui a interprété « Mentre Dormi », une nouvelle pièce pour contreténor et orchestre du jeune compositeur Matan Porat.
En janvier 2014, l’orchestre se dirige en direction des Sommets Musicaux de Gstaad pour un concert en compagnie du violoniste Daniel Hope et de la soprano Simone Kermes.
Le pianiste Yaron Herman, avec qui GECA a par la suite beaucoup collaboré, était également présent lors de la naissance de l’orchestre puisqu’il a participé à un set « de Mozart à Ellington ». Tandis que le clarinettiste Gilad Harel s’est prêté au jeu du « klezmerélectro », spectacle unissant des mélodies de Klezmer à des sonorités modernes et actuelles.
Par ailleurs, le compositeur de musique électronique et pianiste Francesco Tristano s’est produit cette année-là avec l’orchestre lors de l'ouverture d'Electron Festival à Genève, en entremêlant Jean-Sébastien Bach avec des créations électroniques.
Deux mois après sa création le GECA présente, dans le cadre d'une tournée internationale avec le mandoliniste Avi Avital, un concert sur le thème « Bach et sa famille » au Théâtre du Châtelet à Paris, au Kings Place de Londres et au Radial System de Berlin. Le soliste a interprété pour ces occasions des concertos pour flûte et clavecin - non pas sur leurs instruments d’origine, mais à la mandoline.
Ces différentes collaborations, dès la première année de l’orchestre, sont des signes marquants du désir de GECA de se vouloir éclectique afin de toucher un public plus large, en démocratisant et en renouvelant la discipline qu'est la musique classique.

### Saison 2014 - 2015 / Le grand voyage
Pour cette saison, GECA a souhaité inviter des personnalités telles que Richard Galliano, accordéoniste, le comédien et metteur en scène Omar Porras, le jazzman Jacky Terrasson, la soprano Véronique Gens ou encore le violoncelliste Johannes Moser.
De plus, musique et théâtre se sont entremêlés via l’hommage à Gabriel García Márquez puisqu’une pièce a été créée par le jeune compositeur Jannik Giger, basée sur des textes de Márquez. Par ailleurs, GECA a collaboré avec le Théâtre des Marionnettes de Genève dans le cadre d’un nouveau spectacle pour enfants, « Le Roi Arthur ». La danse était aussi au rendez-vous de par la collaboration de l’orchestre avec le Ballet Junior de Genève, ainsi qu’avec Cindy Van Acker et Kristen Debrock, deux chorégraphes de notre temps.
Les concerts Sauvage se sont quant à eux déclinés sous plusieurs formes en rendant hommage aux terres ensoleillées de Cuba en compagnie du percussionniste Reinaldo «Flecha» Delgado, mais aussi en transportant le public d'un monde à l'autre, de Monteverdi à Jimi Hendrix.
Du côté des collaborations, un projet a été fait avec l’Ensemble Contrechamps, interprète mondialement reconnu dans les répertoires des XXe et XXIe siècles. D’autre part, GECA et le Grand Théâtre de Genève ont présenté un concert sur le thème de l’Amour, avec la participation de la Troupe des jeunes solistes en résidence du Grand Théâtre.
La tournée de cette saison a permis aux musiciens GECA de voyager en Turquie aux côtés de l'accordéoniste Martynas Levickis au Is Sanat Istanbul Concert Hall ou encore en Israël accompagnés du violoncelliste Steven Isserlis.

### Saison 2015 - 2016 / Une pluie d'étoiles
La troisième saison du Geneva Camerata s’est concrétisée par de nombreuses collaborations, avec notamment le violoncelliste Jean-Guihen Queyras, le jazzman Stefano Bollani, les violonistes Viktoria Mullova et Giuliano Carmignola, ou encore la soprano Sandrine Piau et le danseur Nicolas Cantillon lors du spectacle Climax !. Une création à la découverte de nouvelles passerelles entre art lyrique, danse contemporaine, musique symphonique et création.
Les plus petits ont eu l'occasion de découvrir les aventures du Roi Arthur, grâce à une adaptation originale de l'opéra de Purcell avec marionnettes, lors de deux spectacles au Musée d'art et d'histoire de Genève.
Les concerts Sauvage, ont entre autres exploré les musiques celtiques lors du concert Les Vikings ainsi que le Rap-Slam de David Granite lors du spectacle Bach-Rap.
Les collaborations ont été variées, avec une soirée en hommage aux musiques new-yorkaises lors du Festival genevois Antigel et une carte blanche au grand Richard Galliano au Centre des arts de l’Ecole Internationale de Genève.
GECA s’est aussi produit pour la première fois au Festival Archipel pour un concert hommage au grand compositeur hongrois György Ligeti. Le chef Ludovic Morlot, Directeur musical de l'Orchestre Symphonique de Seattle, a été pour cette occasion le chef d’orchestre de cet événement.
D’autre part, la création "Balkan-Baroque", présentant une rencontre déjantée entre chefs-d'œuvre du baroque et musiques balkaniques a eu l’opportunité de tourner dans plusieurs festivals suisses, mais aussi en France et en Angleterre. 2015 et 2016 marquent également les débuts de GECA en Amérique Latine grâce à une tournée qui a mené l'orchestre au Centro Nacional de las Artes à Mexico - en l'honneur des 70 ans de relations diplomatiques entre la Suisse et le Mexique - ainsi qu'au Festival de Música de Morelia.

### Saison 2016 - 2017 / L'île discrète
Cette saison marque l’enregistrement du premier album de l’orchestre pour Sony Classical. Le programme, qui a également été donné en concert à la Philharmonie de Berlin, présente une rencontre musicale entre le monde du classique, du jazz et de l’improvisation, avec le pianiste Yaron Herman.
Outre cet événement notable, la quatrième saison GECA compte un certain nombre de collaborations avec entre autres la mezzo-soprano Anne Sofie von Otter, le violoniste jazz Didier Lockwood, la soprano Measha Brueggergosman qui a interprété des "Spirituals" afro-américains et des Lieder de Mahler. Les violonistes Nemanja Radulović et Christian Tetzlaff, le danseur Juan Kruz Díaz de Garaio Esnaola ou encore le pianiste jazz Tigran Hamasyan étaient également présents.
La danse, qui semble faire partie intégrante de l’univers de l’orchestre, a été cette année-là mise à l’honneur à travers une création chorégraphique du danseur-chorégraphe Juan Kruz Díaz de Garaio Esnaola invitant le violoniste Christian Tetzlaff, autour du Stabat Mater de Pergolèse avec Capucine Keller, Mélodie Ruvio et Inbal Oshman Dance group.
Par ailleurs, d’autres mondes artistiques ont été explorés lors des concerts Sauvage avec un hommage au Fado en compagnie de la chanteuse Mariana Correia, mais également aux Beatles. Autre univers plus surprenant, GECA a présenté des spectacles en jouant uniquement sur des instruments-jouets durant un concert en Famille et un concert Sauvage. Le jeune public a aussi pu voir l’orchestre aux côtés de la compagnie Les Objets Volants puisque ce dernier a proposé un spectacle féerique entre cirque, jonglage et musique.
Du côté des tournées et des collaborations, après s’être produit dans plus de vingt-cinq villes à l'international, l’orchestre a fait lors de cette saison ses débuts en Asie. Invité par l’Oriental Art Center de Shanghai et par le National Centre for the Performing Arts à Pékin, GECA a présenté un programme éclectique allant de chefs-d'œuvre classiques à la création contemporaine, en passant par les musiques du monde aux côtés de Richard Galliano.
GECA a aussi voyagé en Israël avec la violoniste Viktoria Mullova et le jazzman Jacky Terrasson, mais également à Paris au Musée d’Orsay en compagnie de la chanteuse lyrique Véronique Gens.

### Saison 2017 - 2018 / L'éveil des sens
La cinquième saison de l’orchestre a présenté un certain nombre de créations regroupant de nombreuses collaborations, dont celles avec le violoncelliste Gautier Capuçon, le pianiste jazz Brad Mehldau, la violoniste Patricia Kopatchinskaja, les chanteurs lyriques Sara Mingardo et Thomas Hampson ou encore le comédien Lambert Wilson.
Pour le premier concert Prestige de cette saison, Lambert Wilson était la voix du concert «Raconte-moi l'Océan» aux côtés du violoncelliste Gautier Capuçon et de l’orchestre. Il s'est ainsi associé à la Plateforme Océan et Climat et à la COI-UNESCO pour faire entendre la voix de l'océan auprès du grand public.
Au mois de novembre 2017, GECA a présenté lors de l’un de ses concerts Prestige, « La Danse du Soleil », où les musiciens dansaient tout en jouant par cœur la Suite du Bourgeois Gentilhomme de Lully et la Symphonie n°40 de Mozart, aux côtés du chorégraphe et danseur Juan Kruz Díaz de Garaio Esnaola. Au cours de cette même soirée, les Wesendonck Lieder de Wagner ont été interprétés par la contralto Sara Mingardo.
A noter également, la présence du baryton américain Thomas Hampson, en mai 2018, qui a eu l’opportunité de chanter des airs allant de Mahler, à Porter. Durant ce même concert clôturant la cinquième saison du Geneva Camerata, l'orchestre a interprété la Symphonie "Eroica" de Beethoven, une suite issue du Malade Imaginaire de Charpentier et a donné la création mondiale d'un nouveau Concerto pour flûte et orchestre du compositeur Nicolas von Ritter-Zahony avec le flûtiste GECA, Roy Amotz.
Les concerts Sauvage ont parcouru une fois de plus un certain nombre d’univers avec notamment le chanteur et joueur de kora sénégalais, Sankoum Cissokho, présent aux côtés des musiciens de l’orchestre pour une manifestation explorant le monde du classique et celui des musiques africaines. Par ailleurs, le ténor Nicky Spenceet et les solistes du Geneva Camerata ont proposé un périple musical entre Broadway et des chefs-d'œuvre du Baroque, lors d'un concert nommé "Broadway, my Love...".
Enfin, le chanteur Bastien Picot et le GECA ont rendu hommage à Stevie Wonder.
Les plus petits ont quant à eux eu l'occasion de découvrir les aventures d'une petite souris à New York, lors d'un spectacle entre musique, jonglage et acrobatie. Ils ont aussi pu assister à un concert en compagnie des percussionnistes GECA dévoilant leur "Percushow!" - un Concert en Famille qui a fait découvrir à ce jeune public les instruments à percussion les plus prodigieux et insolites.
2017 – 2018 a marqué la sortie de l'album, nommé "Sounds of Transformation", qui avait été enregistré lors de la saison précédente. Pour l’occasion, ce disque a fait l'objet d'une grande tournée européenne de quinze dates en compagnie du pianiste jazz Yaron Herman. Construit en forme de palindrome, cet album présente un voyage musical entre les univers baroques, classiques, jazz et contemporains. Tout au long du disque, le Geneva Camerata présente, aux côtés du pianiste jazz Yaron Herman, une succession de pièces, toutes connectées par des ponts musicaux imaginatifs et inattendus. En plein cœur du programme, David Greilsammer joue et dirige le Concerto pour piano en sol de Ravel, avant que l'orchestre ne reprenne le chemin du voyage avec des pièces de Marais, Rameau, Ives, Purcell et Lully, entourés d'improvisations de Yaron Herman, de son batteur Ziv Ravitz et des musiciens de l'orchestre.
D’autre part, GECA a été sur la route des festivals et s’est produit notamment au Rheingau Musik Festival en Allemagne avec le DJ & pianiste Francesco Tristano, au festival Musiques en été à Genève avec la contralto Marie-Nicole Lemieux, ainsi qu'au festival Classique au Vert, au Parc Floral à Paris, dans un programme éclectique autour de Beethoven.

### Saison 2018 - 2019 / La cité des Rêves
Entre 2018 et 2019, l'orchestre s’est produit avec les violonistes Viktoria Mullova et Gil Shaham, les violoncellistes Pieter Wispelwey, et Nicolas Altstaedt, le saxophoniste Émile Parisien, l'accordéoniste Vincent Peirani, le batteur Arthur Hnatek, ainsi qu'avec la comédienne Isabelle Adjani, le metteur en scène et chorégraphe Yoann Bourgeois, ou encore la chanteuse rock Aubrey Logan.
Cette sixième saison, surprenante et résolument tournée vers l'univers du spectacle, a débuté par la présentation d’«Ismène». Soit, une pièce musicale commandée par le GECA au compositeur Javier Muñoz Bravo et présentée en création mondiale dans une adaptation de l’œuvre de l’écrivain grec Yannis Ritsos. Cette commande de l’ensemble genevois, a été portée par la comédienne Isabelle Adjani. Durant ce concert, la soprano Patricia Petibon était également présente et a entonné des airs de Gluck (tirés d’«Armide» et d’«Iphigénie en Tauride»), d’autres de Mozart («Alma grande nobil core» puis un extrait d’«Idoménée»).
Au mois de novembre 2018, GECA a souhaité inviter le violoncelliste Nicolas Altstaedt et l'ombromane/illusionniste, Philippe Beau, pour le concert Prestige « Ombres Mystérieuses ».
Enfin, l’univers théâtral a été encore plus approfondi lors du spectacle "La Symphonie du Mirage", un voyage entre cataclysmes, hallucinations et transformations. Pour ce concert, les musiciens de l'orchestre ont accepté le pari de jouer par cœur la Symphonie n°7 de Beethoven tout en participant, simultanément, à une création chorégraphique, théâtrale et acrobatique du metteur en scène et chorégraphe Yoann Bourgeois. Lors de cette même soirée, GECA a aussi mis à l'honneur son clarinettiste Mathieu Steffanus, qui a interprété pour l’occasion le concerto pour clarinette de Mozart en compagnie des musiciens de l’orchestre.
Les concerts intimistes Sauvage, ont quant à eux parcouru divers genres musicaux allant du R&B au métal. Le musicien afghan Khaled Arman a également participé à l’une de ces séries de concerts, en se produisant aux côtés des Solistes du Geneva Camerata pour rendre un hommage à son pays.
Côté tournées, l'orchestre a effectué deux grandes tournées en Asie et en Amérique du Sud, et a également fait ses débuts au Théâtre des Champs-Élysées à Paris. Par ailleurs, GECA a été invité par la Nikolaisaal de Potsdam en Allemagne pour présenter le 31 décembre l'un de ses spectacles les plus originaux, "Un Cirque à l'Orchestre". D'autre part, le Geneva Camerata a présenté "La Danse du Soleil", chorégraphiée et dansée par Juan Kruz Díaz de Garaio Esnaola. Cette création, jouée à l’international, a été sacrée par le New York Times comme l'une des meilleures performances de l'année dans le monde de la musique classique. Elle a aussi été louée par la presse européenne comme "incroyable et révolutionnaire".
Fin 2018, l'album du Geneva Camerata, "Sounds of Transformation", a été sélectionné par la chaîne radiophonique new-yorkaise WQXR comme l'un des meilleurs disques de l'année.

### Saison 2019 - 2020 / Dans le son de tes yeux
Lors de la saison 2019-2020, tronquée par la pandémie mondiale du Covid-19, le Geneva Camerata est notamment monté sur scène avec la violoncelliste Alisa Weilerstein, la soprano Véronique Gens, la chanteuse de flamenco Buika, la comédienne Sophie Marceau et la chanteuse de jazz Cyrille Aimée. Les représentations prévues avec la violoniste Isabelle Faust, les danseurs et chorégraphes Marie-Claude Pietragalla et Julien Derouault, ainsi qu’avec les saxophonistes Joshua Redman et Émile Parisien ont été reportées à la saison 2020/2021.
La septième saison a débuté par la rencontre singulière, lors du Concert Prestige n°1, entre l’orchestre genevois et Buika, chanteuse espagnole d’origine équatoguinéene de flamenco. Lors de cette même soirée, le Concerto pour violoncelle en si mineur d’AntonÍn Dvorák a été interprété par la violoncelliste américaine Alisa Weilerstein.
Fin novembre, l’orchestre genevois a dévoilé en création mondiale, lors du Concert Prestige n°2, une pièce intitulée « Stabat Mater Furiosa ». Basée sur le poème dramatique de l’écrivain français Jean-Pierre Siméon, cette pièce a été conçue par la compositrice colombienne Violeta Cruz. Cette commande a été interprétée sur scène par la comédienne française Sophie Marceau.
Le confinement du printemps 2020 ne permettant pas la tenue de manifestations, plusieurs concerts, dont les Prestige n°4 et n°5, ont été reportés à la saison 2020/2021, tout comme le concert prévu à Tel-Aviv.
Du côté des Concerts Sauvages, l’orchestre a débuté par un spectacle intitulé « Rêves d’Arménie ». Sur scène, le virtuose du duduk Levon Chatikyan, le pianiste jazz Marc Perrenoud ainsi que quelques solistes de l’orchestre genevois ont proposé un concert mêlant musique folklorique d’Arménie, jazz, baroque et improvisation. Le deuxième concert de la série, « Nirvana Forever », rendait hommage au groupe de grunge britannique Nirvana et a été objet de plusieurs représentations.
Lors de cette saison 19/20, GECA a réalisé une tournée automnale européenne conclue à New York, au 92Y, afin de présenter son spectacle « La Danse du Soleil », chorégraphié et dansé par Juan Kruz Díaz de Garaio Esnaola. L’orchestre a poursuivi sa tournée au printemps en jouant notamment dans une salle complète à la Scala, à Paris.

## Discographie
Loué par la presse internationale, le premier album du Geneva Camerata, "Sounds of Transformation", est paru en 2018 chez Sony Classical. Le GECA et David Greilsammer s’associent à Yaron Herman, pianiste virtuose franco-israélien à la vision musicale transversale, pour donner forme à ce « Sounds of Transformation », un programme embrassant non seulement le classique et le jazz, mais également le blues et l’improvisation. Construit sous la forme d’un palindrome, ce programme résolument atypique (d’une durée de 70 minutes) propose aux auditeurs d’embarquer pour une traversée palpitante d’un monde musical à l’autre.

## David Greilsammer: directeur musical et artistique
Sacré « Révélation » aux Victoires de la Musique et distingué à cinq reprises par le New York Times, David Greilsammer est reconnu comme l’un des artistes les plus audacieux de sa génération. Chef d’orchestre et pianiste, il porte une affection particulière aux projets innovants, à la création contemporaine et aux passerelles entre les arts.
En 2012 et en 2013, le New York Times a choisi les albums Baroque Conversations et Mozart In-Between de David Greilsammer parmi les meilleurs disques de l’année. Son dernier disque en solo chez Sony Classical, qui présente une rencontre insolite entre les sonates de Domenico Scarlatti et de John Cage, a également été primé par de nombreux prix internationaux.
Depuis de longues années, David Greilsammer est reconnu pour ses interprétations des œuvres de Mozart, un compositeur auquel il a consacré plusieurs albums. À Paris, David Greilsammer crée l'événement en interprétant en une journée « marathon » l’intégrale des sonates pour piano, et plus récemment en dirigeant du piano les vingt-sept concertos de Mozart en une seule saison.
Directeur musical et artistique du Geneva Camerata, David Greilsammer s’est récemment produit comme chef et comme soliste avec le BBC Philharmonic Orchestra, l’Orchestre Symphonique de San Francisco, le Philharmonique de Radio France, le Tokyo Metropolitan Symphony, l’Orchestre du Mozarteum de Salzbourg, le Hong Kong Sinfonietta, l’Orchestre National du Mexique et l'Orchestre Symphonique de Hambourg.
Ses récitals en solo, présentant toujours des programmes éclectiques et novateurs, ont été donnés récemment au Concertgebouw d’Amsterdam, au Mostly Mozart Festival et au Lincoln Center de New York, au Kennedy Center de Washington, au Wigmore Hall de Londres, au Verbier Festival, à la Salle Flagey à Bruxelles, au Suntory Hall de Tokyo et au Théâtre de la Cité Interdite à Pékin. Donné en création mondiale à New York cette saison, son nouveau récital, nommé Labyrinthe, a été décrit par la presse américaine comme « fascinant et courageux ».

## Artistes invités
Parmi les artistes collaborant avec la formation, figurent :
- 64 Things Show - Trio
- Cynthia Abraham - Voix
- Sergei Abir - Arrangements
- Isabelle Adjani - Comédienne
- Nicolas Altstaedt (en) - Violoncelle
- Roy Amotz - Flûte
- Khaled Arman - Rubab
- Francesca Aspromonte - Soprano
- Vincent Aubert - Comédien
- Avi Avital - Mandoline
- Marcos Balter - Compositeur
- Ballet Junior de Genève - Danseurs
- Philippe Beau - Ombromane & Illusionniste
- Liviu Berehoï - Marionnettiste
- Laure-Isabelle Blanchet - Marionnettiste
- Stefano Bollani - Piano jazz
- Ian Bostridge - Ténor
- J. Boucault & J. Rasse - Chanteurs d'oiseaux
- Yoann Bourgeois - Mise en scène & Chorégraphie
- Measha Brueggergosman - Soprano
- Brice Catherin - Compositeur
- N. Cantillon · Cie 7273 - Chorégraphie & danse
- Gautier Capuçon - Violoncelle
- Giuliano Carmignola - Violon
- Sankoum Cissokho - Kora & voix
- Arturo Corrales - Compositeur
- Mariana Correia - Voix
- Chine Curchod - Théâtre d’ombres
- Damien Darioli - Percussions
- Kirsten Debrock - Chorégraphe
- Carlos del Ser - Hautbois
- Michel Derville - Récitant
- Lea Desandre - Mezzo-soprano
- Adriana Di Paola - Mezzo-soprano
- Alejandro Escobedo - Acrobatie & jonglage
- Richard Galliano - Accordéon
- Vincent Kreyder - Batterie
- Juan Kruz Díaz de Garaio Esnaola - Chorégraphie & Danse
- Jeff Gaudinet - Artiste vidéo
- Véronique Gens - Soprano
- Jannik Giger - Compositeur
- Núria Giménez Comas - Compositrice
- Robin Girod - Banjo & guitare
- David Granite - Rap
- Tigran Hamasyan - Piano jazz
- Thomas Hampson - Baryton
- Gilad Harel - Clarinette
- Yaron Herman - Piano Jazz
- Arthur Hnatek (de) - Batterie
- Daniel Hope - Violon
- Leonardo Idrobo - Compositeur
- Steven Isserlis - Violoncelle
- Martin Jaggi - Compositeur
- Dave Johnstone - Batterie
- Capucine Keller - Soprano
- Jonathan Keren - Compositeur
- Simone Kermes - Soprano
- Patricia Kopatchinskaja - Violon
- Vincent Kreyder - Batterie
- Jennifer Larmore - Mezzo-soprano
- Marie-Nicole Lemieux - Contralto
- Les Objets Volants - Cirque & jonglage
- Martynas Levickis - Accordéon
- Didier Lockwood - Violon jazz
- Aubrey Logan (en) - Voix & Trombone
- Cécile Marti - Compositrice
- Brad Mehldau - Piano jazz
- Sara Mingardo - Contralto
- Mara Miribung - Violoncelle
- Ludovic Morlot - Chef d'orchestre
- Johannes Moser - Violoncelle
- Viktoria Mullova - Violon
- Javier Muñoz Bravo - Compositeur
- Morgan O’Hara - Peintre dessinatrice
- Ramón Ortega Quero - Hautbois
- Inbal Oshman Dance Group
- Emmanuel Pahud - Flûte
- Émile Parisien - Saxophone
- Vincent Peirani - Accordéon
- Patricia Petibon - Soprano
- Michael Pelzel - Compositeur
- Sandrine Piau - soprano
- Bastien Picot - Voix
- Massimo Pinca - Arrangements & contrebasse
- Matan Porat - Compositeur
- Omar Porras - Comédien
- Jean-Guihen Queyras - Violoncelle
- Nemanja Radulovic - Violon
- Karoline Rose SUN - Voix, Guitare électrique
- Mélodie Ruvio - Contralto
- Andreas Scholl - Contreténor
- Isabelle Schuster - Acrobate aérienne
- Gil Shaham - Violon
- Nicky Spence - Voix
- Mathieu Steffanus - Clarinette
- Lisa Tatin - Voix
- Pierric Tenthorey - Comédien
- Jacky Terrasson - Piano jazz
- Christian Tetzlaff - Violon
- Francesco Tristano - Piano & DJ
- Ammar Toumi - Oud, sitar & tablas
- Cindy Van Acker - Chorégraphe
- Nicolas von Ritter-Zahony - Compositeur
- Anne Sofie von Otter - Mezzo-soprano
- Carolin Widmann - Violon
- Lambert Wilson - Comédien
- Pieter Wispelwey - Violoncelle